# Tommy Söderström
Tommy Söderström, född 17 juli 1969 i Stockholm, är en svensk före detta professionell ishockeymålvakt.  
Söderström inledde karriären i Älta IF, han spelade TV-pucken för Stockholm. Söderström slog igenom i stockholmsklubben Djurgårdens IF, med vilken han vann SM-guld. Sedermera följde en förtjänstfull karriär i NHL där han representerade Philadelphia Flyers och New York Islanders, samt en avslutning i Djurgården.

## Karriär
I Djurgården konkurrerade den unge Söderström ut gamle stormålvakten Rolf Ridderwall. Söderström blev svensk mästare med Djurgården 1990/91 efter finalseger över Färjestads BK med 3-0 i matcher.
Vid världsmästerskapet i Prag 1992 gjorde Söderström en lysande turnering och var en starkt bidragande orsak till att det svenska laget vann turneringen. I Philadelphia alternerade Söderström i målet med kanadensaren Dominic Roussel. Den senare kan anses ha vunnit kampen då Söderström fick finna sig i att bli såld till, dåvarande, bottenlaget NY Islanders. Till en början blev Söderström förstemålvakt i Islanders men snart nog kom landsmannen Tommy Salo dit. Denne förpassade Söderström till farmarlaget Utah Grizzlies samt avbytarbänken i landslaget. En förnärmad Söderström återvände då till Elitserien för spel i Djurgården.
Första säsongen efter återkomsten (1997/98) höll på att rendera i ett nytt SM-guld för Söderström och Djurgården men Färjestad blev för svåra i finalserien (2-3 i matcher). Säsongen 1999/2000 blev Söderström utkonkurrerad av en ny ung målvakt även i Djurgården, Mikael Tellqvist. Rubrikerna om Söderström handlade nu främst om att hans höga lön (2 miljoner SEK per säsong) var alldeles för hög för att öppna båsdörren vid byten. Djurgården avslutade säsongen, och Söderström karriären, med att vinna SM-finalen över MoDo med 3-0 i matcher. Söderström bröt därefter frivilligt kontraktet med DIF varför DIF slapp betala ut 4 miljoner (2 säsonger à 2 miljoner) som Söderström hade kvar på kontraktet.
Tommy Söderström spelade samtliga matcher utan byten, inklusive slutspel, under säsongen 1997/1998. Tillsammans med Mats Abrahamsson och Daniel Henriksson, är Söderström en av få målvakter som under en Elitserie-säsong spelat samtliga matcher utan något byte.

## Efter idrottskarriären
I dag ser Söderström sällan på idrott, han håller sig emellertid i form genom tennis- och badmintonspel.
Under skolåren var matematik Söderströms favoritämne, vilket kanske kan förklara hans nuvarande sysselsättning - dagshandlare av aktier, främst på Stockholms Fondbörs.[källa behövs]
Tommy Söderström deltog i Mästarnas mästare 2014.

## Landslagsmeriter
- 65 A-landskamper
- 3 VM-turneringar (1991, 1992, 1993)
- 2 VM-guld (1991, 1992)
- 1 VM-silver (1993)
- 2 Canada Cup/ World Cup (1991, 1996)
- 2 OS (1992,1998)

## Klubbar
- Älta IF (-1986)
- Djurgårdens IF (1986-1992, 1997-2000) (även utlånad till Nacka HK)
- Philadelphia Flyers (1992-1994)
- New York Islanders (1994-1997)

### Fotnoter
1. ↑  Eva-Karin Gyllenberg (16 juli 2014). ”Trivs bra utanför buren” (på svenska). Dagens nyheter. http://www.dn.se/arkiv/familj/trivs-bra-utanfor-buren/. Läst 30 september 2017.